# صالح خليف
صالح خليف (مواليد 30 مارس 1975) هو ملاكم مصري، مثّل بلاده في الألعاب الأولمبية الصيفية في دورتي 2000 و2004.

## روابط خارجية
صالح خليف على موقع أوليمبيديا (الإنجليزية)